# Nati l'11 agosto
| Questa pagina contiene informazioni ricavate automaticamente dalle voci biografiche con l'ausilio del template Bio e di un bot. L'aggiornamento è periodico e automatico e ricostruisce completamente la pagina. Se manca una persona in questa lista, sei pregato di non aggiungerla, ma accertati piuttosto che la sua voce biografica contenga il template Bio e che i dati anagrafici siano correttamente compilati. Se il template Bio manca, inseriscilo tu stesso o, in alternativa, metti l'avviso {{tmp\|Bio}} che ne segnala la mancanza. Se i dati riportati sono sbagliati, correggi direttamente la voce biografica; le modifiche saranno visibili in questa lista entro pochi giorni. Per chiarimenti vedi il progetto biografie. La lista contiene solo le 1.090 persone che sono citate nell'enciclopedia e per le quali è stato implementato correttamente il template Bio. Pagina aggiornata al 17 ago 2025. |

## XII secolo(1)
- 1102 - Andrej di Perejaslav e Volinia, principe russo († 1141)

## XIV secolo(1)
- 1384 - Iolanda d'Aragona, principessa († 1443)

## XV secolo(3)
- 1413 - Alfonso Carrillo de Acuña, arcivescovo cattolico e politico spagnolo († 1482)
- 1448 - Bernardo Rucellai, scrittore e umanista italiano († 1514)
- 1472 - Niccolò Schomberg, cardinale e arcivescovo cattolico italiano († 1537)

## XVI secolo(5)
- 1507 - Jerónimo Nadal, gesuita e teologo spagnolo († 1580)
- 1510 - Margherita Paleologa, marchese († 1566)
- 1530 - Ranuccio Farnese, cardinale italiano († 1565)
- 1584 - Filippo Ernesto di Hohenlohe-Langenburg, conte († 1628)
- 1599 - Cristiano II di Anhalt-Bernburg, letterato tedesco († 1656)

## XVII secolo(13)
- 1607 - Francesco Fernández de Capillas, presbitero spagnolo († 1648)
- 1644 - Anne-Marie Martel, religiosa francese († 1673)
- 1667 - Anna Maria Luisa de' Medici, nobile italiana († 1743)
- 1673 - Richard Mead, medico britannico († 1754)
- 1674 - Ferenc Gyulay, generale austriaco († 1728)
- 1675 - Anna Maria Vittoria di Borbone-Condé, principessa francese († 1700)
- 1681 - Scroop Egerton, I duca di Bridgewater, nobile inglese († 1744)
- 1694 - Giorgio Baffo, poeta italiano († 1768)
- 1695 - Antonia Merighi, contralto italiano († 1760)
- 1695 - Michelangelo Unterperger, pittore austriaco († 1758)
- 1696 - Giuseppe Pozzobonelli, cardinale italiano († 1783)
- 1698 - Franz Xaver Feuchtmayer, stuccatore tedesco († 1764)
- 1699 - Vittorio Giovardi, letterato, giurista e presbitero italiano († 1785)

## XVIII secolo(35)
- 1704 - James Miller, sceneggiatore, poeta e librettista inglese († 1744)
- 1704 - Louise de Rohan, nobile francese († 1780)
- 1706 - Maria Augusta di Thurn und Taxis, duchessa († 1756)
- 1708 - Maria Franziska von Trautson, principessa austriaca († 1761)
- 1722 - Richard Brocklesby, medico britannico († 1797)
- 1729 - Ponce-Denis Écouchard-Lebrun, poeta e scrittore francese († 1807)
- 1730 - Carlotta Amalia d'Assia-Philippsthal, duchessa († 1799)
- 1730 - Charles Bossut, gesuita e matematico francese († 1814)
- 1736 - Filippo Hercolani, IV principe Hercolani, mecenate e scrittore italiano († 1810)
- 1744 - Tomás António Gonzaga, poeta portoghese († 1810)
- 1747 - Francesco Antonio Baccari, presbitero e architetto italiano († 1835)
- 1748 - Joseph Schuster, compositore tedesco († 1812)
- 1751 - Agostino Colaianni, vescovo cattolico italiano († 1814)
- 1752 - Aleksandr Petrovič Tormasov, generale russo († 1819)
- 1755 - Giovanni Francesco Marazzani Visconti, cardinale italiano († 1829)
- 1759 - John Cradock, I barone Howden, politico, militare e nobile irlandese († 1839)
- 1763 - Teresa Bandettini, poetessa e ballerina italiana († 1837)
- 1763 - Luisa Eleonora di Hohenlohe-Langenburg, nobildonna tedesca († 1837)
- 1772 - Eduard Joseph d'Alton, naturalista tedesco († 1840)
- 1772 - Rowland Hill, I visconte Hill, generale e nobile britannico († 1842)
- 1774 - Jean-Pierre Franque, pittore francese († 1860)
- 1774 - Manuel de Sarratea, politico e diplomatico argentino († 1849)
- 1774 - Eugène François d'Arnauld, nobile e politico francese († 1854)
- 1777 - Giuseppe Bossi, pittore, scrittore e collezionista d'arte italiano († 1815)
- 1778 - Fortunato Federici, filologo e bibliotecario italiano († 1842)
- 1778 - Friedrich Ludwig Jahn, pedagogista e patriota tedesco († 1852)
- 1778 - Charles Pierrepont, II conte Manvers, militare, politico e nobile inglese († 1860)
- 1787 - Vittorio Colli di Felizzano, militare e politico italiano († 1856)
- 1791 - Pierre Giraud, cardinale e arcivescovo cattolico francese († 1850)
- 1791 - José Ignacio Pavón, politico e militare messicano († 1866)
- 1794 - James Barton Longacre, incisore e medaglista statunitense († 1869)
- 1796 - Ján Benedikti, letterato e insegnante slovacco († 1847)
- 1798 - Giuseppe Galletti, patriota e politico italiano († 1873)
- 1798 - Louis-Antoine de Salinis, arcivescovo cattolico francese († 1861)
- 1799 - Pietro Bosso, politico italiano († 1857)

## XIX secolo(167)
- 1802 - Amalia Brugnoli, ballerina italiana († 1892)
- 1802 - Pieter Otto van der Chijs, numismatico olandese († 1867)
- 1803 - Lodovico Bianchini, economista, storico e politico italiano († 1871)
- 1803 - Carlo Ignazio Giulio, matematico e politico italiano († 1859)
- 1806 - Jean-Baptiste Auriol, circense francese († 1881)
- 1806 - Bernard-Adolphe Granier de Cassagnac, politico, giornalista e scrittore francese († 1880)
- 1806 - Euplio Reina, medico e chirurgo italiano († 1877)
- 1807 - David Rice Atchison, politico statunitense († 1886)
- 1807 - Pietro Gianelli, cardinale e arcivescovo cattolico italiano († 1881)
- 1808 - Anna Olenina, nobildonna russa († 1888)
- 1808 - Antonio Boncompagni Ludovisi, politico italiano († 1883)
- 1808 - Salvatore Pes, marchese di Villamarina, diplomatico e politico italiano († 1877)
- 1808 - Rolando Giuseppe dalla Valle, politico italiano († 1891)
- 1809 - Johannes von Nepomuk Franz Xaver Gistel, naturalista e entomologo tedesco († 1873)
- 1810 - Alfred von Henikstein, generale austriaco († 1882)
- 1810 - Karl Mayet, scacchista tedesco († 1868)
- 1811 - Jeptha Homer Wade, imprenditore statunitense († 1890)
- 1812 - Antonio Pellegrini, cardinale italiano († 1887)
- 1813 - Kamehameha III delle Hawaii, sovrano († 1854)
- 1814 - Edmond Modeste Lescarbault, medico e astronomo francese († 1894)
- 1814 - Ivan Mažuranić, poeta croato († 1890)
- 1815 - Gottfried Kinkel, poeta, storico e rivoluzionario tedesco († 1882)
- 1818 - Malvina Trotti Mosti Costabili, nobildonna, patriota e filantropa italiana († 1905)
- 1819 - Emanuele Barba, filosofo e medico italiano († 1887)
- 1819 - Martin Johnson Heade, pittore statunitense († 1904)
- 1821 - Octave Feuillet, scrittore e drammaturgo francese († 1890)
- 1821 - Giuseppe Massari, patriota, giornalista e politico italiano († 1884)
- 1822 - Domenico Mazzi, politico e avvocato italiano († 1896)
- 1823 - Giovanni Battista Adriani, archeologo, storico e numismatico italiano († 1905)
- 1823 - Charlotte Mary Yonge, scrittrice, filantropa e insegnante britannica († 1901)
- 1824 - Martin Gropius, architetto tedesco († 1880)
- 1826 - Andrew Jackson Davis, sensitivo statunitense († 1910)
- 1826 - Ernst Lafite, pittore austriaco († 1885)
- 1826 - James Otis, politico statunitense († 1875)
- 1828 - George Osborne, IX duca di Leeds, nobile inglese († 1895)
- 1828 - Edward Salomon, politico statunitense († 1909)
- 1832 - Ernest de Sarzec, archeologo e diplomatico francese († 1901)
- 1836 - Gennaro Finamore, medico, antropologo e lessicografo italiano († 1923)
- 1836 - Cato Guldberg, fisico e matematico norvegese († 1902)
- 1836 - Edward Pelham-Clinton, politico inglese († 1907)
- 1837 - Marie François Sadi Carnot, politico francese († 1894)
- 1840 - Gustavo Frizzoni, critico d'arte italiano († 1919)
- 1840 - Giuseppe Marino Garibotto, patriota e militare italiano († 1892)
- 1841 - Bonaventura Chigi Zondadari, politico italiano († 1908)
- 1842 - Robert Brown Elliott, politico e avvocato statunitense († 1884)
- 1843 - Ernst Becker, astronomo tedesco († 1912)
- 1843 - Enrico D'Ovidio, matematico e politico italiano († 1933)
- 1846 - James Hoge Tyler, politico statunitense († 1925)
- 1849 - Giacomo Favretto, pittore italiano († 1887)
- 1850 - Albert Adamkiewicz, anatomista e patologo polacco († 1921)
- 1852 - Friedrich Gottlieb Stebler, agronomo e etnografo svizzero († 1935)
- 1852 - Hallam Tennyson, II barone Tennyson, politico britannico († 1928)
- 1853 - Adelaide Herrmann, illusionista e attrice inglese († 1932)
- 1853 - Giulio Silvestrelli, diplomatico e storico italiano († 1938)
- 1853 - Cesare Tallone, pittore italiano († 1919)
- 1854 - Mihalaki Georgiev, scrittore bulgaro († 1916)
- 1854 - Paul Hoecker, pittore tedesco († 1910)
- 1854 - Raffaello Nasini, chimico italiano († 1931)
- 1854 - Felix von Luschan, medico austriaco († 1924)
- 1856 - Ludwig Bachmann, biografo e storico tedesco († 1937)
- 1857 - Rodolfo Renier, filologo, letterato e filosofo italiano († 1915)
- 1858 - Henri Cassiers, illustratore e grafico belga († 1944)
- 1858 - Christiaan Eijkman, medico olandese († 1930)
- 1858 - Mary Fairchild, pittrice statunitense († 1946)
- 1858 - Angelo Pascal, pittore italiano († 1888)
- 1860 - Vittorio Bottego, esploratore e ufficiale italiano († 1897)
- 1861 - Lilian Violet Cooper, medico britannico († 1947)
- 1861 - Paul Matschie, zoologo tedesco († 1926)
- 1861 - Emil Zsigmondy, alpinista austriaco († 1885)
- 1862 - David Henderson, generale scozzese († 1921)
- 1862 - Carrie Jacobs-Bond, cantautrice, pianista e cantante statunitense († 1946)
- 1863 - Ludwig Goiginger, generale austro-ungarico († 1931)
- 1863 - Susana Paz Castillo Ramírez, religiosa venezuelana († 1940)
- 1863 - Ernesto Gunther di Schleswig-Holstein-Sonderburg-Augustenburg, nobile tedesco († 1921)
- 1863 - Luella Varney Serrao, scultrice statunitense († 1948)
- 1864 - Duarte Leite, politico, matematico e storico portoghese († 1950)
- 1864 - Vittorio Rota, pittore e scenografo italiano († 1931)
- 1865 - Tiburcio Arnáiz Muñoz, presbitero spagnolo († 1926)
- 1865 - Frank Hopkins, statunitense († 1951)
- 1866 - Katherine Routledge, archeologa e antropologa britannica († 1935)
- 1867 - Hobart Bosworth, attore, regista e sceneggiatore statunitense († 1943)
- 1867 - James Melvill van Carnbée, schermidore olandese († 1944)
- 1867 - Oswald Eccher ab Eccho, militare austro-ungarico († 1935)
- 1867 - Richard Heinze, filologo classico e latinista tedesco († 1929)
- 1867 - Frederick Keeping, pistard britannico († 1950)
- 1867 - Ashley Miller, regista e sceneggiatore statunitense († 1949)
- 1868 - Enrico Festa, naturalista italiano († 1939)
- 1868 - Théodore Ruyssen, filosofo e pacifista francese († 1967)
- 1869 - Angelo Vivante, giornalista italiano († 1915)
- 1870 - Giacomo Miari, imprenditore, generale e politico italiano († 1946)
- 1871 - Fred Koenig, lottatore statunitense († 1950)
- 1871 - Giuseppe Trecca, architetto italiano († 1955)
- 1872 - James A. Allison, imprenditore statunitense († 1928)
- 1872 - Kijūrō Shidehara, politico giapponese († 1951)
- 1872 - Giuseppe Zacchini, scultore italiano († 1944)
- 1873 - Rudolf Breithaupt, pianista e musicologo tedesco († 1945)
- 1873 - J. Rosamond Johnson, compositore e cantante statunitense († 1954)
- 1873 - Bertram Mills, imprenditore britannico († 1938)
- 1873 - Henry Alfred Perrier de la Bâthie, botanico francese († 1958)
- 1873 - Tommaso Tonello, politico e antifascista italiano († 1965)
- 1874 - Luisa Carlotta di Sassonia-Altenburg, nobildonna tedesca († 1953)
- 1875 - Daniel Soubeyran, canottiere francese († 1959)
- 1876 - Stefano Caronia, presbitero italiano († 1920)
- 1876 - Riccardo Moroder, imprenditore e politico italiano († 1941)
- 1877 - Aloïs Catteau, ciclista su strada belga († 1939)
- 1877 - Hugo Hardy, tennista tedesco († 1936)
- 1877 - Lorenzo Pasteris, dirigente d'azienda italiano († 1944)
- 1878 - Mateo Alonso, scultore argentino († 1955)
- 1880 - T. Roy Barnes, attore inglese († 1937)
- 1882 - Alfred Cartier, calciatore e banchiere svizzero († 1959)
- 1882 - Emma Fabri, ceramista italiana († 1935)
- 1882 - Kimon Georgiev, generale e politico bulgaro († 1969)
- 1882 - Rodolfo Graziani, generale e politico italiano († 1955)
- 1882 - Norman Boyd Kinnear, zoologo britannico († 1957)
- 1882 - Walter Streule, dirigente sportivo e calciatore svizzero
- 1882 - Volin, anarchico, scrittore e poeta russo († 1945)
- 1883 - William Hamilton, velocista statunitense († 1955)
- 1883 - Ernst Stadler, poeta e critico letterario tedesco († 1914)
- 1884 - Edmond van Daële, attore francese († 1960)
- 1884 - Friedrich Reck-Malleczewen, scrittore tedesco († 1945)
- 1885 - Stephen Butterworth, fisico britannico († 1958)
- 1885 - Sofija Jakovlevna Parnok, poetessa e traduttrice russa († 1933)
- 1886 - Cesare Bertoni, violinista italiano († 1973)
- 1886 - Filiberto Corelli, pittore e calciatore italiano († 1969)
- 1888 - Guglielmo Barbò, generale italiano († 1944)
- 1888 - Domenico Capello, calciatore italiano († 1926)
- 1888 - Leonino Da Zara, aviatore, pilota automobilistico e scrittore italiano († 1958)
- 1888 - Owen Nares, attore inglese († 1943)
- 1889 - William R. D. Fairbairn, medico e psicoanalista britannico († 1964)
- 1889 - Arturo Martini, scultore, pittore e incisore italiano († 1947)
- 1889 - Orazio Pedrazzi, giornalista, scrittore e politico italiano († 1962)
- 1890 - Renato Alessandrini, esploratore italiano († 1928)
- 1890 - Samuel Bischoff, produttore cinematografico statunitense († 1975)
- 1890 - Martinus, scrittore danese († 1981)
- 1890 - Franco Pesce, direttore della fotografia e attore italiano († 1975)
- 1890 - Assunta Viscardi, religiosa, insegnante e scrittrice italiana († 1947)
- 1891 - Helen Broderick, attrice statunitense († 1959)
- 1891 - Jürgen von Kamptz, generale e poliziotto tedesco († 1954)
- 1891 - Edgar Zilsel, sociologo e storico della scienza austriaco († 1944)
- 1892 - Władysław Anders, generale e politico polacco († 1970)
- 1892 - Giuseppe Di Vittorio, sindacalista, politico e antifascista italiano († 1957)
- 1892 - Hugh MacDiarmid, poeta scozzese († 1978)
- 1892 - Eiji Yoshikawa, scrittore giapponese († 1962)
- 1893 - Federico Comandini, avvocato e politico italiano († 1967)
- 1893 - Alfred Fronval, aviatore francese († 1928)
- 1893 - Corrado Graziadei, politico italiano († 1960)
- 1893 - Giulio Marazzina, politico e sindacalista italiano († 1961)
- 1894 - Fritz Benicke, generale tedesco († 1975)
- 1894 - Angus Buchanan, ufficiale britannico († 1944)
- 1895 - Friedrich Forster, attore, regista e drammaturgo tedesco († 1958)
- 1895 - Luigi Carmona, chirurgo e critico letterario italiano († 1984)
- 1895 - Ugo Coccia, politico, giornalista e antifascista italiano († 1932)
- 1895 - Teddy Kriegk, allenatore di pallacanestro francese († 1980)
- 1895 - Egon Pearson, statistico britannico († 1980)
- 1897 - Enid Blyton, scrittrice britannica († 1968)
- 1897 - Louise Bogan, poetessa e critica letteraria statunitense († 1970)
- 1897 - Käte Haack, attrice tedesca († 1986)
- 1897 - Mauro Reggiani, pittore italiano († 1980)
- 1898 - Giuseppina Cobelli, soprano italiano († 1948)
- 1899 - Dario Cagno, partigiano e anarchico italiano († 1943)
- 1899 - Francesco Penta, ingegnere italiano († 1965)
- 1899 - Carlo Petrone, politico italiano († 1961)
- 1899 - Józef Słonecki, calciatore e allenatore di calcio polacco († 1970)
- 1900 - Aleksandr Vasil'evič Mosolov, compositore sovietico († 1973)
- 1900 - Monroe Owsley, attore statunitense († 1937)
- 1900 - Charley Paddock, velocista statunitense († 1943)
- 1900 - Michail Klavdievič Tichonravov, ingegnere sovietico († 1974)

## XX secolo(843)
- 1901 - Guido Agosti, pianista e compositore italiano († 1989)
- 1901 - Celso Cicognani, politico italiano († 1973)
- 1901 - Paul Martin, mezzofondista svizzero († 1987)
- 1901 - Karl Schulz, calciatore tedesco († 1971)
- 1902 - Louise Bickerton, tennista australiana († 1998)
- 1902 - Alfredo Binda, ciclista su strada e pistard italiano († 1986)
- 1902 - Christian de Castries, generale francese († 1991)
- 1902 - Whitey McDonald, calciatore nordirlandese († 1956)
- 1902 - Lloyd Nolan, attore statunitense († 1985)
- 1903 - Alessandro Buttè, sindacalista e politico italiano († 1976)
- 1903 - Eugenio Fuselli, architetto e urbanista italiano († 2003)
- 1903 - Carmen Rendiles Martínez, religiosa venezuelana († 1977)
- 1904 - Bernard Castro, inventore italiano († 1991)
- 1904 - Yves du Manoir, rugbista a 15 francese († 1928)
- 1904 - Ángel Mariscal, calciatore spagnolo († 1979)
- 1905 - Erwin Chargaff, biochimico e scrittore austriaco († 2002)
- 1905 - Kurt Gerstein, militare tedesco († 1945)
- 1905 - George Rigaud, attore argentino († 1984)
- 1906 - Karl Schott, calciatore austriaco († 1985)
- 1906 - Ellen Schwanneke, attrice tedesca († 1972)
- 1907 - Gino Corsini, calciatore italiano († 1999)
- 1907 - José Carlos Delfim, calciatore portoghese († 1986)
- 1907 - Konstantin Vladimirovič Rodzaevskij, politico russo († 1946)
- 1907 - Geppo Tedeschi, poeta e scrittore italiano († 1993)
- 1908 - Lance Comfort, regista e produttore cinematografico britannico († 1966)
- 1908 - Paolo Monti, fotografo italiano († 1982)
- 1908 - Maria Pezzi, giornalista e disegnatrice italiana († 2006)
- 1908 - Charles Richardson, generale britannico († 1994)
- 1908 - Torgny T:son Segerstedt, filosofo e sociologo svedese († 1999)
- 1909 - Abdulrahman Fawzi, allenatore di calcio e calciatore egiziano († 1988)
- 1909 - Gaston Litaize, organista e compositore francese († 1991)
- 1909 - Mario Montesanto, calciatore e allenatore di calcio italiano († 1987)
- 1909 - Geoffrey Trease, scrittore britannico († 1998)
- 1910 - Philippe Agostini, direttore della fotografia, regista e sceneggiatore francese († 2001)
- 1910 - Augusto Del Noce, politologo, filosofo e politico italiano († 1989)
- 1910 - George Homans, sociologo statunitense († 1989)
- 1910 - Charles Kieffer, canottiere statunitense († 1975)
- 1910 - Renzo Massai, arbitro di calcio italiano († 1969)
- 1910 - Pietro Miglio, calciatore italiano († 1992)
- 1910 - Saverio Scutellà, pittore, poeta e scrittore italiano († 1993)
- 1911 - Giorgio Cavaglieri, architetto e pittore italiano († 2007)
- 1911 - Bruno Falcomatà, militare italiano († 1941)
- 1911 - Juozas Jurgėla, cestista lituano († 1961)
- 1911 - Thanom Kittikachorn, generale e politico thailandese († 2004)
- 1911 - Henry Kulky, attore statunitense († 1965)
- 1911 - Mathias Rebitsch, alpinista, archeologo e storico austriaco († 1990)
- 1911 - Joseph Sica, mafioso statunitense († 1982)
- 1912 - Eva Ahnert-Rohlfs, astronoma tedesca († 1954)
- 1912 - Bruno De Negri, calciatore italiano
- 1912 - Egidio Giaroli, scultore italiano († 2000)
- 1912 - Maria Luigia Guaita, partigiana, editrice e scrittrice italiana († 2007)
- 1912 - Mirdza Kalnins Capanna, danzatrice e insegnante lettone († 1974)
- 1912 - Norman Levinson, matematico statunitense († 1975)
- 1913 - Andy Beattie, calciatore e allenatore di calcio scozzese († 1983)
- 1913 - Robert Sidney Foster, diplomatico e politico britannico († 2005)
- 1913 - Angelo Morzone, calciatore italiano († 1990)
- 1913 - Luigi Spellanzon, militare italiano († 1938)
- 1913 - Angus Wilson, scrittore britannico († 1991)
- 1914 - Donald Cobden, rugbista a 15 e aviatore neozelandese († 1940)
- 1914 - Edward Madejski, calciatore polacco († 1996)
- 1914 - Hugh Martin, compositore e paroliere statunitense († 2011)
- 1914 - Martin Roth, militare tedesco († 2003)
- 1914 - Mario Zanetti, calciatore italiano
- 1915 - Walter Diggelmann, ciclista su strada e pistard svizzero († 1999)
- 1915 - Jean Parker, attrice statunitense († 2005)
- 1916 - Maria Baronj, costumista italiana († 2007)
- 1916 - Tolmino Casadio, calciatore italiano († 1980)
- 1916 - Johnny Claes, pilota di Formula 1 belga († 1956)
- 1916 - Kaname Harada, aviatore e militare giapponese († 2016)
- 1917 - Albert Alcalay, pittore e insegnante jugoslavo († 2008)
- 1917 - Hélène Boschi, pianista svizzera († 1990)
- 1917 - Dik Browne, fumettista e illustratore statunitense († 1989)
- 1917 - Nathan André Chouraqui, scrittore, filosofo e storico algerino († 2007)
- 1917 - Inge Scholl, scrittrice tedesca († 1998)
- 1917 - Vittorio Malagoli, allenatore di calcio e calciatore italiano († 1991)
- 1917 - Américo Montanarini, cestista brasiliano († 1994)
- 1917 - Stefano Terra, scrittore, giornalista e poeta italiano († 1986)
- 1918 - Giovacchino Magherini, calciatore italiano
- 1918 - Karel Mauser, poeta e scrittore sloveno († 1977)
- 1918 - Giuseppe Plado Mosca, militare italiano († 1942)
- 1919 - Joseph Courtat, calciatore svizzero († 1990)
- 1919 - Ewald Kihle, calciatore norvegese († 1990)
- 1919 - Reinhard Lauth, filosofo tedesco († 2007)
- 1919 - Ginette Neveu, violinista francese († 1949)
- 1919 - Dante Rossi, politico e sindacalista italiano († 2008)
- 1919 - Claudio Salmoni, ingegnere e politico italiano († 1970)
- 1920 - Bette Cooper, modella statunitense († 2017)
- 1920 - Giuseppe De Gregorio, pittore italiano († 2007)
- 1920 - Chuck Rayner, hockeista su ghiaccio canadese († 2002)
- 1920 - Odile Speed, pittrice britannica († 2007)
- 1921 - Boris Alekseevič Buneev, regista cinematografico sovietico († 2015)
- 1921 - Giulio Cesare Castello, giornalista e critico cinematografico italiano († 2003)
- 1921 - Alex Haley, giornalista e scrittore statunitense († 1992)
- 1921 - Tom Kilburn, matematico e informatico britannico († 2001)
- 1921 - Manmohan Krishna, attore e regista indiano († 1990)
- 1921 - Egil Lærum, calciatore norvegese († 1954)
- 1921 - Carl Möhner, attore austriaco († 2005)
- 1922 - Mavis Gallant, scrittrice canadese († 2014)
- 1922 - Luigi Marras, scultore italiano († 2008)
- 1922 - Gösta Prüzelius, attore e doppiatore svedese († 2000)
- 1923 - Roy Roper, rugbista a 15 neozelandese († 2023)
- 1923 - Nino Tirinnanzi, pittore italiano († 2002)
- 1925 - Michael Argyle, psicologo inglese († 2002)
- 1925 - Camilo Dagum, statistico argentino († 2005)
- 1925 - Arlene Dahl, attrice e modella statunitense († 2021)
- 1925 - Mike Douglas, cantante e attore statunitense († 2006)
- 1925 - Orazio Gnerre, linguista e traduttore italiano († 2022)
- 1925 - José Llanusa, cestista cubano († 2007)
- 1925 - Vittorio Olcese, politico italiano († 1999)
- 1925 - John Pilch, cestista statunitense († 1991)
- 1926 - Ron Bontemps, cestista statunitense († 2017)
- 1926 - Claus von Bülow, avvocato e socialite britannico († 2019)
- 1926 - Charles Cooper, attore statunitense († 2013)
- 1926 - Alina Ferdinandy, scultrice e saggista slovacca († 1974)
- 1926 - John Gokongwei, imprenditore cinese († 2019)
- 1926 - Aaron Klug, chimico lituano († 2018)
- 1926 - Ezio Lucarno, partigiano italiano († 1944)
- 1926 - Yoshio Okada, calciatore giapponese († 2002)
- 1926 - José María Ortiz de Mendíbil, arbitro di calcio spagnolo († 2015)
- 1927 - Giancarlo Astrua, ciclista su strada italiano († 2010)
- 1927 - Mario Dall'Aglio, pittore, scultore e giornalista italiano († 2016)
- 1927 - Raymond Leppard, direttore d'orchestra e clavicembalista britannico († 2019)
- 1927 - Mimmo Pintacuda, fotografo italiano († 2013)
- 1927 - Stuart Rosenberg, regista statunitense († 2007)
- 1928 - Beniamino Andreatta, economista e politico italiano († 2007)
- 1928 - Robert W. Bussard, fisico statunitense († 2007)
- 1928 - Filippo De Gara, attore italiano († 1989)
- 1928 - Lucho Gatica, cantante, attore e personaggio televisivo cileno († 2018)
- 1928 - Domenico La Forgia, calciatore italiano († 2018)
- 1928 - Giorgio Mazzanti, chimico e dirigente pubblico italiano († 2023)
- 1928 - Mike O'Neill, cestista statunitense († 1993)
- 1928 - John Steven Satterthwaite, vescovo cattolico australiano († 2016)
- 1929 - Raymond Cicci, allenatore di calcio e calciatore francese († 2012)
- 1929 - Mario Italiani, informatico italiano († 2019)
- 1929 - John Rennicke, cestista e giocatore di baseball statunitense († 2007)
- 1929 - Grisélidis Réal, scrittrice svizzera († 2005)
- 1930 - Attilio Micheluzzi, fumettista italiano († 1990)
- 1930 - Gino Saccavini, politico italiano († 2011)
- 1930 - Bruno Segre, storico e filosofo italiano († 2023)
- 1930 - Mario Spagnol, editore italiano († 1999)
- 1930 - Nadir Tedeschi, politico italiano († 2021)
- 1931 - Norberto Boggio, calciatore argentino († 2021)
- 1931 - Genrich Sidorenkov, hockeista su ghiaccio sovietico († 1990)
- 1931 - Dennis Uphill, calciatore inglese († 2007)
- 1932 - Fernando Arrabal, drammaturgo, saggista e regista spagnolo
- 1932 - István Bilek, scacchista ungherese († 2010)
- 1932 - Giovanni Di Veroli, calciatore italiano († 2018)
- 1932 - Peter Eisenman, architetto statunitense
- 1932 - Keiko Kishi, attrice e scrittrice giapponese
- 1932 - Lucio Sangermano, velocista italiano († 2014)
- 1933 - Max Brunel, scrittore francese
- 1933 - Jerry Falwell, pastore protestante statunitense († 2007)
- 1933 - Jerzy Grotowski, regista teatrale polacco († 1999)
- 1933 - Chris Harris, cestista britannico († 2022)
- 1933 - Josef Kostner, scultore, disegnatore e poeta italiano († 2017)
- 1933 - Ellen Winther, cantante danese († 2011)
- 1933 - Tamás Vásáry, pianista e direttore d'orchestra ungherese
- 1933 - Walter Yetnikoff, imprenditore statunitense († 2021)
- 1934 - Cesare Clemente, ex calciatore italiano
- 1934 - Paulo Fernando Craveiro, scrittore, giornalista e poeta brasiliano
- 1934 - Massimo De Rita, sceneggiatore italiano († 2013)
- 1934 - Suzy Delmas, cestista francese († 2013)
- 1934 - Piet van Est, ciclista su strada olandese († 1991)
- 1934 - Donato Müller, calciatore svizzero († 2005)
- 1934 - Liana Nunzi, cestista italiana († 2017)
- 1935 - Cosimo Cristina, giornalista italiano († 1960)
- 1935 - Erdoğan Karabelen, cestista turco († 2018)
- 1935 - Hiroko Matsumoto, supermodella giapponese († 2003)
- 1936 - Gastone Bean, ex calciatore e allenatore di calcio italiano
- 1936 - Andre Dubus, statunitense († 1999)
- 1936 - Susana Duijm, modella, attrice e conduttrice televisiva venezuelana († 2016)
- 1936 - Jonathan Spence, storico e sinologo britannico († 2021)
- 1937 - Domenico Contestabile, politico italiano († 2022)
- 1937 - Kip King, attore e doppiatore statunitense († 2010)
- 1937 - Allegra Kent, ex ballerina statunitense
- 1937 - Anna Massey, attrice britannica († 2011)
- 1938 - Giancarlo Bolognini, politico e dirigente sportivo italiano († 2019)
- 1938 - Grigoris Michalopoulos, giornalista, editore e scrittore greco († 2013)
- 1938 - Bapsi Sidhwa, scrittrice pakistana († 2024)
- 1939 - František Konvička, ex cestista e allenatore di pallacanestro cecoslovacco
- 1939 - James Mancham, politico seychellese († 2017)
- 1939 - Domenico Mennitti, politico e giornalista italiano († 2014)
- 1939 - Helmar Müller, velocista tedesco († 2023)
- 1939 - Aldo Onorati, scrittore e poeta italiano
- 1939 - George Ellis, fisico sudafricano
- 1939 - Ferdinando Reggiani, arbitro di calcio italiano († 2005)
- 1939 - Arturo Sabbadin, ex ciclista su strada italiano
- 1939 - Jonas Čepulis, pugile sovietico († 2015)
- 1940 - Gianfranco Chessa, politico italiano († 2019)
- 1940 - Enzo Flego, politico italiano († 2025)
- 1940 - Estêvão Mansidão, ex calciatore portoghese
- 1940 - Antoine Saint-John, attore francese († 1990)
- 1941 - Felice Borgoglio, politico italiano
- 1941 - Marco Fumi, politico italiano († 2024)
- 1941 - Jacinto González, ex cestista cubano
- 1941 - Patricio Guzmán, regista, sceneggiatore e attore cileno
- 1941 - Larry Hausmann, ex calciatore statunitense
- 1941 - Alla Kušnir, scacchista israeliana († 2013)
- 1941 - Pio Monti, gallerista italiano († 2022)
- 1941 - Bill Munson, giocatore di football americano statunitense († 2000)
- 1941 - John Simon, produttore discografico, musicista e compositore statunitense
- 1941 - Ezio Tarantelli, economista italiano († 1985)
- 1941 - Giorgio Troncon, ex rugbista a 15 e allenatore di rugby a 15 italiano
- 1941 - Albino Zambelli, ex bobbista italiano
- 1942 - Bita, calciatore brasiliano († 1992)
- 1942 - Maura Monti, attrice, conduttrice televisiva e giornalista italiana
- 1942 - Laurel Goodwin, attrice statunitense († 2022)
- 1942 - Estela López, cestista paraguaiana († 2009)
- 1942 - Otis Taylor, giocatore di football americano statunitense († 2023)
- 1942 - Giovanna Tealdi, politica italiana
- 1943 - Jim Kale, cantautore e musicista canadese
- 1943 - Herbert Laumen, ex calciatore tedesco
- 1943 - Greg Leskiw, chitarrista e produttore discografico canadese
- 1943 - Krzysztof Meyer, compositore e pianista polacco
- 1943 - Pervez Musharraf, politico e generale pakistano († 2023)
- 1943 - Mario Ricci, politico italiano
- 1943 - John Jack Winkler, filologo classico e attivista